# Lipofilowość
Lipofilowość, lipofilność – skłonność cząsteczek chemicznych do rozpuszczania się w tłuszczach, olejach oraz rozpuszczalnikach niepolarnych (heksan, toluen). Cząsteczki lipofilowe, lub fragmenty cząsteczek lipofilowych, są najczęściej hydrofobowe i niepolarne, ale pojęcia te nie są tożsame. Pojęciem przeciwstawnym do lipofilowości jest lipofobowość.
Dla przykładu, witaminy dzielą się na lipofilowe (A, D, E, K) i hydrofilowe (witaminy grupy B, witamina C). 